# Milan Riehs
Milan Riehs (* 7. Januar 1935 in Třebíč; † 23. Juli 2012) war ein tschechischer Schauspieler.

## Leben
Riehs absolvierte ein Schauspielstudium am Horácké-Theater in Jihlava. In den 1960er Jahren arbeitete er zunächst als Theaterschauspieler in Olomouc, ehe er für 30 Jahre an den Bühnen Prags, u. a. dem nach Stanislav Kostka Neumann benannten „SK Neumann-Theater“, eine künstlerische Heimat fand.
Daneben übernahm Riehs zahlreiche Rollen in Film- und Fernsehproduktionen. Er wirkte in bekannten Sendungen des Kinderfernsehens mit wie Pan Tau, Die Märchenbraut, Nur so ein bißchen vor sich hinpfeifen und Der fliegende Ferdinand und spielte Gastrollen in Serien wie Das Krankenhaus am Rande der Stadt, Bezirksverwaltung der „K“ Prag, Die schöne Wilhelmine und Die Abenteuer des jungen Indiana Jones. Auch in Peter Sehrs Drama um Kaspar Hauser, Yves Boissets Affäre Dreyfus und einigen internationalen Kinoproduktionen wie Miloš Formans Amadeus und Bille Augusts Les Misérables war Riehs zu sehen.

## Filmografie (Auswahl)
- 1978: Die Befreiung Prags (Osvobození Prahy)
- 1978: Pan Tau (Pan Tau)
- 1979–81: Die Märchenbraut (Arabela)
- 1980: Nur so ein bißchen vor sich hinpfeifen (Jen si tak trochu písknout)
- 1981: Dynastie Nováků
- 1981: Das Krankenhaus am Rande der Stadt (Nemocnice na kraji města)
- 1981: Jugendträume (Studentská balada)
- 1981: Das Geheimnis der leeren Urne (Něco je ve vzduchu)
- 1982: Eine Frau sucht ihr Glück (Život bez konce)
- 1982: Bezirksverwaltung der „K“ Prag (Malý pitaval z velkého města)
- 1982–84: Der fliegende Ferdinand (Létající Čestmír)
- 1983–88: Zug der Kindheit und der Hoffnung (Vlak dětství a naděje)
- 1983: Arzt einer sterbenden Zeit – Das Leben des Jan Jessenius (Lékař umírajícího času)
- 1983: Mein ganzes Leben war Wandern (Putování Jana Amose)
- 1984: Verschenktes Glück (Tři veteráni)
- 1984: Amadeus
- 1985: Glück und Glas/Jakub der Glasmacher (Synové a dcery Jakuba skláře)
- 1986: Gottwald (Klement Gottwald)
- 1987: Der Tod der schönen Rehe (Smrt krásných srnců)
- 1988: Ein Hamster im Nachthemd (Křeček v noční košili)
- 1989–91: Dobrodružství kriminalistiky
- 1992: Das Kollier (Náhrdelník)
- 1993: Kaspar Hauser
- 1994: Muž v pozadí
- 1994: Amerika
- 1995: Affäre Dreyfus (L'affaire Dreyfus)
- 1998: Les Misérables (Les Misérables)
- 1999: Teuflisches Glück (Z pekla štěsti)
- 2001: Šípková Růženka
- 2002: Stríbrná paruka